# Sungai Bongka
Sungai Bongka är ett vattendrag i Indonesien.   Det ligger i provinsen Sulawesi Tengah, i den norra delen av landet, 1 700 km öster om huvudstaden Jakarta.